# Печёночная кома
Печёночная кома, печёночная энцефалопа́тия — расстройство функций ЦНС, которое возникает в связи с тяжелым поражением печени. 
Печёночная кома может развиваться при острых и хронических заболеваниях печени любой этиологии. Ей часто предшествует печёночная энцефалопатия, тесно с ней связанная. Иногда термин «печёночная кома» употребляется как наиболее широко охватывающий все клинические проявления синдрома гепатоцеребральной недостаточности. Понятие «печёночная кома» используется для описания всех стадий: прекомы, развивающейся комы, ступора и собственно комы. 
Причинами печеночной комы могут стать следующие факторы:
- гепатит;
- цирроз;
- злокачественные новообразования;
- перитонит;
- сепсис;
- острая или хроническая алкогольная интоксикация;
- отравление (грибами, промышленными токсическими соединениями);
- отравление (алкоголизм);
- интоксикация эндогенного характера (распад злокачественной опухоли, длительная кишечная непроходимость, ожоги на большой площади тела и пр.).

Выделяют три клинико-патогенетических варианта печёночной комы: эндогенная (токсические продукты вырабатываются и накапливаются в крови), экзогенная (токсические продукты поступают сразу в кровь, не поступая в печень) и смешанная.
В большинстве случаев летальный исход наступает в течение нескольких дней.

## Симптомы
Симптомами печёночной комы обычно являются:
- сонливость
- нарушение ориентации
- нарушение функций речи
- замедленное мышление
- резкое уменьшение размеров печени
- хлопающий тремор кистей[2].

На ранней стадии развития комы перечисленные симптомы могут сопровождаться онемением мышц лица и судорогами конечностей.
На поздней стадии развития комы к перечисленным симптомам могут добавиться поверхностное дыхание, отсутствие зрачкового эффекта и расширение зрачков.